# 藤家虹二
藤家 虹二（ふじか こうじ、本名：藤家 光嗣（ふじか こうし）、1933年9月2日 - 2011年10月24日）は、広島県福山市出身の日本のジャズクラリネット奏者。

## プロフィール
1952年、広島県立福山誠之館中学（現広島県立福山誠之館高等学校）卒業。東京藝術大学音楽学部器楽科に首席で入学し、首席で卒業。在学中からジャズに身を投じるが、クラシックでも1956年、毎日音楽コンクール管楽器部門で第1位となった。
ベニー・グッドマンに傾倒し、その後はスウィング・ジャズ一筋に演奏を続け、平岡精二クインテット、セクステットから池田操とリズムキングを経て、1959年に南部三郎クインテットに参加。南部三郎が突如バンドを脱退したため、メンバーで相談の末、藤家がリーダーとなって、同年12月に藤家虹二クインテットとして再出発した。このためジャズ界で「労なくしてバンドを手に入れた」と評された。当初はバンド名を、藤家のニックネームにちなみ「ザ・ポーキーズ」としたが、具合が悪いので「藤家虹二クインテット」に変えたという。テクニックにモノをいわせ、複雑なフレーズを一糸乱れずプレストのリズムに乗って展開、腕達者のプレイヤーを集め、水準の高い演奏を誇った。その後も長きにわたり「藤家虹二クインテット」を率いてスウィング・ジャズ専門に活躍した。経営の安定度はジャズ界ナンバーワンとも評された。
1962年7月、「ヘルシンキ平和友好祭」（世界音楽祭）に出席するため、渡米前の渡辺貞夫に1か月半の留守を頼んだ。クインテットに参加したメンバーに大野雄二らがいる。
バンド活動以外にも音楽事務所を興し、経営手腕を発揮した。また越路吹雪の「ラストダンスは私に」のアレンジや歌謡曲、テレビドラマの劇中音楽、校歌などの作曲、「日清ちびっこのどじまん」（フジテレビ）、「ひらけ!ポンキッキ」（同）、映画『未来少年コナン』などの音楽監督・担当を手掛けた他、音楽教室など幅広い活動を行った。 
グッドマンへの追悼アルバムとして1987年に発表された『Tribute to "King of Swing" Benny Goodman』は、1998年にエール大学のGoodmanライブラリーにも収蔵された。
CD「エレジー」に収録されている「クラリネット・フォー・ドリーミング」はNHKミニ番組にて使用され、また「恋わずらい～NUTTY PINE」も、インターミッション（子犬の映像）のBGMに使用されていた。
2011年10月24日、脳幹ヘルニアのため東京都板橋区の病院で死去。78歳没。

## 出演番組
- デートオンライブ 今夜も乾杯!（TBSラジオ）

## ディスコグラフィー
- Mr.Clarinet プレイズ ブラームス、ウェーバー&リゴレット(KING)
- ハッピーセッション～藤家虹二クインテット結成15周年記念ライブ(WARNER-PIONEER)
- ハッピーセッション Vol.1&Vol.2(WARNER-PIONEER)
- 愛に溺れて(WARNER-PIONEER)
- SWINGIN' HOUSE(RCA)
- Tribute to “King of Swing” Benny Goodman」(RCA)
- Elegie - エレジー（ミレドー）
- 夢を育てるわらべうた(KING)
- ちびっこソング(KING)
- Sweet Christmas for Lovers(BMG VICTOR)
- 想い出のクラシックコレクション(KING)
- We Love Clarinet
- We Love Clarinet Vol.2
- We Love Clarinet Vol.3

## 楽曲提供
- 恐竜が街にやってきた（1977年）作詞：仲倉重郎、歌：子門真人

## 公式サイト
- 公式サイト
- 誠之館人物誌 「藤家虹二」